# Шабурова
Шабу́рова (рос. Шабурова) — присілок у складі Бердюзького району Тюменської області, Росія.
Населення — 146 осіб (2010, 149 у 2002).
Національний склад станом на 2002 рік:
- росіяни — 94 %